# کاخ هشت‌بهشت (تبریز)

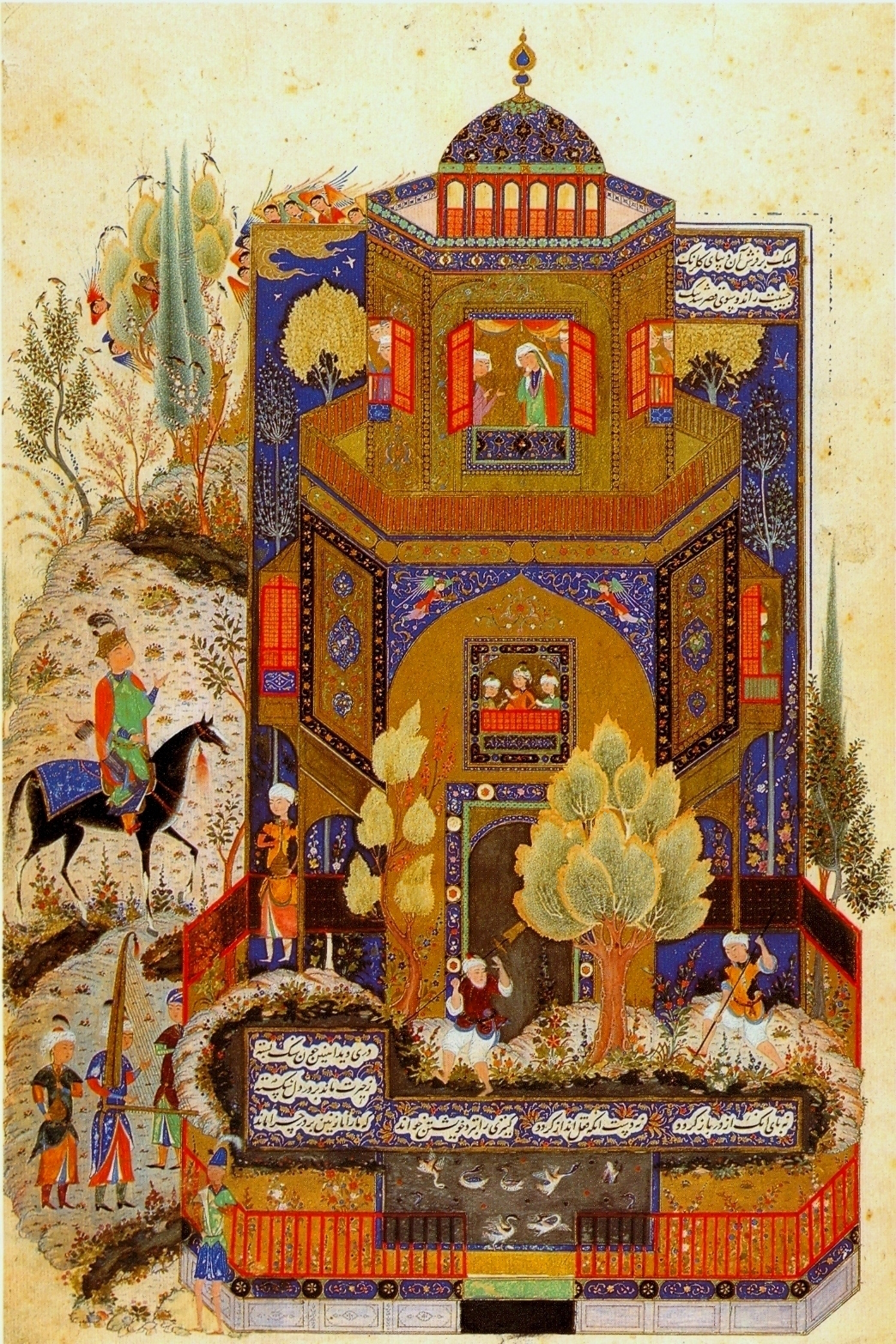
خسرو در کاخ شیرین. احتمالاً تصویری از کاخ هشت‌بهشت در تبریز (ساختار فیزیکی تبریز در دوره شاه تهماسب صفوی بر اساس مینیاتورهای ماتراکچی، لیدا بالی‌لان اصل، مجله دانشکده معماری دانشگاه فنی خاورمیانه 36(2)، صفحات 177-178)

کاخ هشت‌بهشت یکی از عمارت‌های تاریخی شهر تبریز بوده است. این بنا در قرن نهم هجری در زمان پادشاهان آق‌قویونلو ساخته شده است.

## تاریخچه
این عمارت یکی از ابنیه مهم دوره آق‌قویونلوها، صفویه و به‌خصوص دوره قاجار بود. جغرافی‌نویسان و جهانگردانی که از قرن سوم و چهارم هجری به بعد از تبریز دیدن کرده و مطالبی دربارهٔ این شهر نوشته‌اند به وجود بناها، کاخ‌ها و سرای‌های باشکوه و زیبا که غالباً از طرف سلاطین، امراء و وزراء ساخته شده و به نام بانیان خود معروف بوده‌اند، اشاره کرده‌اند. برخی از این بناها به مرور زمان از بین رفته و اکنون نشانی از آن‌ها بر جای نمانده‌است. برخی هم به صورت ویرانه‌هایی درآمده‌اند که حکایت از عظمت و شکوه نخستین خود دارند و تعداد بسیار اندکی نیز، به خاطر نزدیکی زمان احداث و توجه متولیان آن‌ها به صورتی تقریباً سالم باقی مانده‌اند.
کاخ هشت‌بهشت نیز نمونه‌ای از این بناها است که اکنون نه تنها اثری از این کاخ باشکوه باقی نمانده بلکه حتی می‌توان گفت که وجود چنین بنای باشکوهی به فراموشی سپرده شده‌است.

## تاریخ بنا
هشت‌بهشت که یکی از کاخ‌های زیبا و معروف دوره آق‌قویونلو بود، در سال هجری قمری، به دستور سلطان یعقوب پسر امیرحسن بیک مشهور به اوزون حسن، بنا شد. البته در مورد بانی احداث این کاخ روایت‌های متفاوتی وجود دارد؛ چنانچه برخی این کاخ را به اوزون حسن و برخی دیگر به پسرش یعقوب نسبت می‌دهند. به هر ترتیب اولین کاخ هشت‌بهشت، در تبریز و در قرن نهم هجری بنا شده‌است.

## معماری
این کاخ بر مبنای توصیف‌های مندرج در کتاب‌ها، عمارتی هشت ضلعی بود که بعدها موسوم به هشت‌بهشت شد. یک بازرگان گمنام ونیزی که از هشت‌بهشت دیدن کرده، در توصیف این باغ و کاخ نوشته‌است:
اکنون که از شرح و وصف و مطالب گوناگون دربارهٔ این شهر فارغ شده‌ام، می‌پندارم که نباید از ذکر کاخ زیبایی که سلطان حسن‌بیک بزرگ ساخته بود، غفلت کنم. هر چند پادشاهان سلف او کاخ‌های بزرگ و زیبای بسیاری در این شهر ساخته‌اند، اما هیچ‌یک قابل قیاس با کاخ حسن‌بیک نیست و این قصر به مراتب از همه آن‌ها بهتر است. این کاخ چنان باشکوه است که تاکنون در ایران همانندی نداشته‌است. کاخ را در مرکز باغی بزرگ و زیبا، بر روی صفه‌ای به ارتفاع یک یارد و نیم و پهنای پنج یارد ساخته‌اند. این کاخ را هشت‌بهشت خوانند که به معنی هشت بخش است، زیرا به هشت بخش مختلف تقسیم شده‌است. بلندی آن سی قدم و محیط آن در حدود هفتاد تا هشتاد یارد است و هر بخش به چهار غرفه بیرونی و چهار غرفه درونی تقسیم شده و بقیه کاخ در زیر گنبد مُدَور فیروزه‌فامِ باشکوهی قرار گرفته‌است. کل کاخ در زیر یک سقف ساخته شده‌است. بنایی یک طبقه است و فقط یک ردیف پلکان تا صفه کشیده شده که از آن طریق شخص بالا می‌رود و خودش را به غرفه‌های مختلف می‌رساند. کاخ در طبقه هم‌سطح زمین، چهار ورودی سراسر میناکاری و زراندود شده دارد و چنان زیبا است که بیان انسان از وصف آن عاجز می‌ماند. جلوی هر یک از ورودی‌های کاخ، راهی را با سنگ مرمر سنگ‌فرش کرده‌اند که به صفه منتهی می‌شود و در مرکز صفه، جوی آبی با مهارت در دل سنگ‌های مرمر تراشیده‌اند. پهنای این جوی کوچک، چهار انگشت و ژرفایش نیز چهار انگشت است که به شکل تاک یا مار کنده شده‌است. بدین معنی که در یک نقطه می‌جوشد و در جوی روان می‌شود و پس از عبور از مسیر مارپیچ و مدور به همان جای اول برمی‌گردد و به مجرای دیگر می‌افتد. سه یارد بالاتر از صفه را با سنگ مرمر ساخته‌اند و قسمت‌های پایین آن را با گچ‌بری و به رنگهای گوناگون درآورده‌اند و این منظره از دور مانند آیینه نمایان است.

### تزیینات
جهانگرد ونیزی می‌گوید:
سقف تالار بزرگ با لاجورد و آب‌طلا به صورت بسیار زیبایی آراسته شده‌است و نقوش را چنان زیبا کشیده‌اند که چون تصاویر آدمیان زنده می‌نمایند. بر روی سقف تصاویری از جنگ با بیگانگان که سال‌ها پیش از این روی داده‌است، نقش شده‌است. همچنین بر روی این نقش‌ها، تصویر گروهی از سفیران دربار عثمانی در پیشگاه سلطان حسن‌بیک (اوزون حسن) در تبریز همراه با متن تقاضاها و جواب‌هایی که او به ایشان داده بود، را می‌توان دید. تصویر مجالس شکار حسن‌بیک را نیز درحالی‌که بسیاری از امیران درگاه ملتزم رکابش هستند و همه بر اسب سوارند با تازی و شاهین می‌توان دید. همچنین بسیاری از جانوران مانند فیل و کرگدن را که همه حکایت از ماجراهایی می‌کند که بر وی گذشته‌است. بر کف تالار فرش باشکوهی گسترده‌اند که ظاهراً از ابریشم است و دارای طرح‌های زیباست. این فرش گرد و درست به اندازه کف تالار است. اتاق‌های دیگر نیز مفروش است. این تالار نور ندارد و فقط از اتاق‌ها روشنایی می‌گیرد. با این همه تالار مرکزی دارای مدخل‌هایی است که درهای آن‌ها به اتاق‌ها و کفش‌کن‌ها باز می‌شود و این اتاق‌ها و کفش کن‌ها دارای پنجرههای بسیاری است که از آن‌ها نور به داخل می‌تابد. هر کفش‌کن فقط یک پنجره دارد اما همین یک پنجره به اندازه بدنه اتاق و به صورتی زیبا نصب شده‌است. آنچه هنرمندان چیره‌دست بر دیوارها و سقف تالارهای کاخ هشت بهشت نقاشی کرده بودند، در واقع نموداری از اشتیاق سر سلسله دودمان بایندری به شکار و بزم بود.
به گفته باربارو در دوران صلح هنگامی که امیر حسن‌بیک در پایتخت خویش، شهر تبریز اقامت داشت برای سرگرمی او و ملازمانش مرتباً بساط سور و سرگرمی گسترده می‌شد. کاخ هشت‌بهشت تبریز در اوایل عهد صفویه نیز قصری شاهانه بود. در دوران شاه اسماعیل یکم صفوی که تبریز پایتخت وی بود، در ذکر احوال آن شهریار به دفعات به نام عمارت و باغ هشت‌بهشت برمی‌خوریم که مراسمات شاهانه در آنجا برگزار می‌شده‌است. جهانگرد ونیزی روایت می‌کند: شاه اسماعیل پس از فتح تبریز، ۱۲ نفر از زیباترین جوانان خانواده‌های ثروتمند تبریزی را برای لواط به اقامتگاه خود در کاخ هشت‌بهشت انتقال داد. این اقدامات به شورش مردم تبریز منجر شد و بیش از ۲۰ هزار نفر از اهالی شهر در این قضایا کشته شدند. نهایتاً مردم تبریز لباس قرمزرنگی را که شعار شاه اسماعیل بود به تن کردند و مردم پایتخت و دیگر شهرها به اطاعت او درآمدند.

## یادداشت
1. ↑  وی نویسندهٔ گمنام سفرنامهٔ پنجم از شش سفرنامهٔ مندرج در کتاب «سفرنامه‌های ونیزیان در ایران (شش سفرنامه): سفرنامه‌های ونیزیانی که در زمان اوزون حسن آق قویونلو به ایران آمده‌اند» می‌باشد. نویسندگان دیگر سفرنامه‌های کتاب «جوزافا باربارو» (Giosofat [Josafa] Barbaro)، «آمبروجیو کُنتارینی» (Ambrogio Contarini)، «کاتِرینو زنو» (Caterino Zeno)، «جُوان ماریا آنجولِلّو» (Giovan Maria Angiolello) و «وینچِنتو دالساندری» (Vincentio d’Alessandri) می‌باشند. لرد استنلی بر این شش سفرنامه دیباچه نوشته است و آنها را ویراسته است. ترجمه‌ها از ایتالیایی به انگلیسی توسط «چارلز گری» (Charles Grey)، «ویلیام تامس» (William Thomas) و «یوجین آرماند روی» (Eugene Armand Roy) انجام شده اند. منوچهر امیری این مجموعه را از انگلیسی به فارسی برگردانده است.

طبق تحقیقات ژان اوبن نویسنده‌ی این سفرنامه دومنیکو رومانو است. 